# Acinodendron cuspidatum
Acinodendron cuspidatum là một loài thực vật có hoa trong họ Mua. Loài này được (Mart. ex Naudin) Kuntze mô tả khoa học đầu tiên năm 1891.